# Julij Ganf
Julij Ganf (ros. Юлий Ганф ur. 8 czerwca 1898, zm. 21 maja 1973) – radziecki grafik; karykaturzysta, ilustrator i projektant plakatów. 

## Życiorys
W latach 1917–1920 studiował prawo na Uniwersytecie w Charkowie, pracując jednocześnie jako malarz i rzeźbiarz w pracowni Eduarda Steinberga. W latach 1922–1924 uczył się w Wchutiemas w Moskwie. Po ukończeniu studiów ilustrował także książki dla dzieci. Tworzył grafiki dla takich sowieckich pism jak „Prawda”, „Bezbożnik”, „Krasny Perec”, a zwłaszcza Krokodił. W 1945 otrzymał tytuł Zasłużony Artysta RFSRR za karykatury wzywające do obrony ZSRR w trakcie II wojny światowej. W 1964 roku został uhonorowany tytułem Ludowego Artysty ZSRR. Jego antywojenny grafika z 1953 r. Ta restauracja służy tylko jednej osobie stała się później popularna w internecie.
Jego prace znajdują się w Galerii Trietiakowskiej, Muzeum Sztuk Pięknych im. Puszkina, Państwowym Muzeum Historii Religii w Sankt Petersburgu, Muzeum Historii Współczesnej Rosji, oraz innych muzeach i w kolekcjach prywatnych.